# قبرس شمالی
قبرس شمالی (به ترکی استانبولی: Kuzey Kıbrıs) با نام رسمی جمهوری ترک قبرس شمالی (به ترکی استانبولی: Kuzey Kıbrıs Türk Cumhuriyeti یا KKTC) (انگلیسی: Turkish Republic of Northern Cyprus یا TRNC) یک ناحیه دفاکتو در شمال قبرس است. پایتخت این ناحیه نیز به مانند کشور قبرس، میان ترک‌ها و یونانی‌ها تقسیم شده و شمال شهر نیکوزیا به نام نیکوزیای شمالی با جمعیتی ۵۰٬۰۰۰ نفر مرکز قبرس شمالی می‌باشد. این دولت پس از حمله نظامی و اشغال بخش شمالی قبرس توسط ارتش ترکیه در اوت ۱۹۷۴ شکل گرفت. از این تاریخ به بعد نیز سی هزار نیروی ارتش ترکیه در این بخش از قبرس مستقر هستند. در حال حاضر، قبرس شمالی جزو کشورهای رسمیت محدود است و تنها توسط ترکیه به رسمیت شناخته می‌شود.

## تاریخ
قبرس در سال ۱۹۶۰ استقلال خود را از بریتانیا کسب کرد و حکومت مستقل قبرس براساس مشارکت جوامع ترک و یونانی در اداره امور این جزیره اعلام موجودیت کرد و بریتانیا، یونان و ترکیه حق حاکمیت دولت قبرس را تضمین کردند.
در سال ۱۹۶۳، نمایندگان اقلیت ترک در پی اختلاف بر سر نحوه اجرای این توافق از دولت قبرس خارج شدند و در پی بروز درگیری بین دو طرف، سازمان ملل متحد در سال ۱۹۶۴ یک نیروی پاسدار صلح را به این جزیره اعزام داشت که مأموریت آن تا کنون تمدید شده است.
در سال ۱۹۷۴ دولت سراسقف ماکاریوس، رئیس‌جمهور وقت قبرس، در کودتایی به تحریک حکومت نظامیان یونان سرنگون شد و ترکیه با استناد به موقعیت خود به عنوان یکی از تضمین کنندگان حق حاکمیت قبرس، واحدهای ارتش خود را در شمال این سرزمین مستقر کرد که عملاً باعث تقسیم این جزیره شد. در این سال، جمعیت قبرس حدود ششصد و پنجاه هزار نفر برآورد شده بود که ۷۷ درصد آنان را یونانی‌تباران، ۱۸ درصد را ترک‌زبانان و بقیه را سایر اقوام تشکیل می‌دادند، اما گفته می‌شود که مهاجرت وسیع ترک‌ها از ترکیه به این سرزمین باعث شده است که جمعیت ترک‌زبانان به حدود دویست و شصت هزار نفر، یعنی نزدیک به ۳۰ درصد کل جمعیت این سرزمین برسد.
بخش ترک‌نشین قبرس در سال ۱۹۸۳ اعلام استقلال کرد و نام خود را جمهوری قبرس شمالی گذاشت که توسط سازمان ملل متحد و کشورهای جهان رسمیت نیافته است.
بخش ترک‌نشین قبرس را غیر از ترکیه، کشور دیگری به رسمیت نشناخته است و این بخش به عنوان «ناظر» در همایش‌های سازمان کنفرانس کشورهای اسلامی حضور می‌یابد.
رای مثبت (۶۵٪) مردم بخش ترک‌نشین قبرس به طرح صلح کوفی عنان دبیرکل سابق سازمان ملل در همه‌پرسی سال ۲۰۰۴ و رأی منفی (۷۶٪) مردم بخش یونانی‌نشین به همین طرح، در تحریم جهانی علیه بخش ترک‌نشین قبرس شکاف ایجاد کرد و موقعیت این بخش ترک‌نشین را در عرصه بین‌المللی بهبود بخشید.
در همین حال اتحادیه اروپا با پذیرش بخش یونانی‌نشین قبرس در آن اتحادیه، از دولت ترکیه خواهان شناسایی بخش یونانی‌نشین قبرس و تلاش برای ایجاد زمینه وحدت قبرس در راستای همگرایی ترکیه با اتحادیه اروپا است.

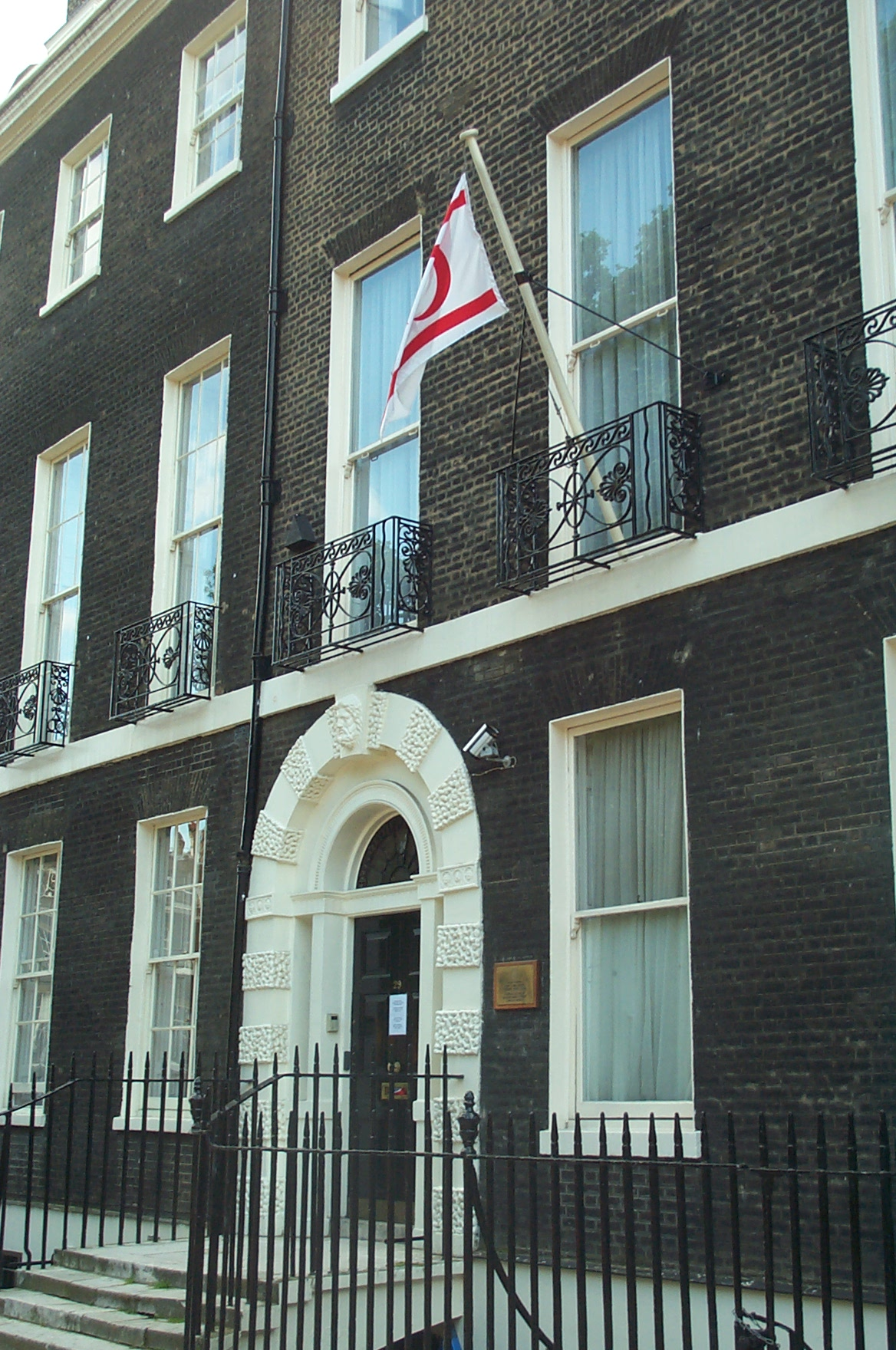
دفتر نمایندگی قبرس شمالی در لندن

## سیاست خارجی
جمهوری ترک قبرس شمالی توسط هیچ کشوری به جز ترکیه به رسمیت شناخته نشده است. از دید جامعه جهانی این بخش از قبرس بخش اشغال نظامی شده‌ای از جمهوری قبرس است.
این کشور علاوه بر سفارت رسمی خود در پایتخت ترکیه، شهر آنکارا، در سه شهر استانبول، ازمیر و مرسین نیز دارای کنسولگری می‌باشد. روابط جمهوری ترک قبرس شمالی با ۱۳ کشور دیگر به جزء ترکیه از قاره اروپا، آسیا و آمریکا در زمینه امور تجاری و خدماتی با دفاتر نمایندگی فعال بوده، حق ارائه ویزا و امور دیپلماتیک را ندارند. کشورهای ترکیه، آمریکا، بریتانیا، ایتالیا، آلمان، استرالیا و فرانسه و همچنین اتحادیه اروپا در پایتخت قبرس شمالی دارای دفتر انجام امور خارجی می‌باشند. همچنین قبرس شمالی در شهرهای آنکارا، استانبول، ازمیر، مرسین، بروکسل، واشینگتن، نیویورک، لندن، ژنو، رم، باکو، ابوظبی، اسلام‌آباد، دوحه، مسقط، کویت، منامه، بیشکک، استکهلم، برلین، بوداپست، استرازبورگ، هلسینکی، گازینتپ، آنتالیا و ترابزون دارای دفتر کنسول و امور خارجی می‌باشد.

### روابط قبرس شمالی با ایران
جمهوری اسلامی ایران دولت قبرس شمالی را به رسمیت نمی‌شناسد و سفارت ایران در قبرس در بخش یونانی‌نشین قبرس واقع شده‌است. با این وجود سفر به قبرس برای ایرانیان به مانند دیگر کشورهایی که توسط ایران به رسمیت شناخته نمی‌شوند ممنوع نیست و دانشجویان و گردشگران ایرانی به این بخش از قبرس رفت و آمد می‌کنند و حتی برای سفر کوتاه مدت نیازی به روادید نیز ندارند. با این وجود سفارت جمهوری اسلامی ایران در قبرس اعلام کرده که به خاطر ملاحظات سیاسی و حقوقی، دسترسی محدودی به نهادهای رسمی بخش ترک‌نشین دارد و برای حمایت کنسولی از شهروندان ایرانی با محدودیت مواجه است. در ۲۸ آذر ۱۴۰۳در جریان برگزاری اجلاس بین‌المللی «خانواده، آینده، پیوندهای پایدار» در سالن همایش‌های بین‌المللی صداوسیما در تهران، پرچم قبرس شمالی در میان پرچم کشورهای شرکت‌کننده قرار داده شد و مسعود پزشکیان رئیس جمهور ایران نیز در هنگام ورود به سالن از مقابل آن عبور کرد.

### روابط با کشورهای حاشیه خلیج فارس
مردم ترک قبرس به طور سنتی روابط فرهنگی، مذهبی و روابط تجاری با کشورهای حاشیه خلیج فارس دارند. روابط بین قبرس شمالی و کشورهای حاشیه خلیج فارس به ویژه در ۱۰ سال گذشته پیشرفت خوبی را نشان داده است. در راستای سیاست های قبرس شمالی، اخیراً دفاتر نمایندگی جمهوری قبرس شمالی علاوه بر امارات متحده عربی، در قطر، کویت، عمان و بحرین نیز تأسیس شده است.
با ایجاد این دفاتر، قبرس شمالی در نظر دارد روابط فعلی را که در حال حاضر در زمینه های تجارت، گردشگری، آموزش عالی، فرهنگی، ورزش و سایر زمینه های مورد علاقه دوجانبه موجود توسعه دهد.
قبرس شمالی صادرات محصولات لبنی، مرکبات و دام به کشورهای حاشیه خلیج فارس انجام می دهد. بازرگانان، مؤسسات و سازمان های تجاری و تجاری ترک قبرس در نمایشگاه هایی که در منطقه برگزار می شود برای توسعه روابط بیشتر شرکت می کنند. علاوه بر این، دانشجویان بسیاری از کشورهای حاشیه خلیج فارس در دانشگاه های قبرس شمالی تحصیل می کنند.

## سیاست داخلی
مجلس شورای قبرس شمالی، از قوای قانون‌گذار در بخش قبرس شمالی متشکل از ۵۰ عضو که برای دوره پنج ساله با رأی مستقیم مردم داخل و خارج کشور انتخاب می‌شوند. آرای مردم این بخش از پنج منطقه شامل: ناحیه لفکوشا، ناحیه فاماگوستا، ناحیه گیرنه، ناحیه گوزلیورت، ناحیه اسکله تشکیل شده است.

## مردم

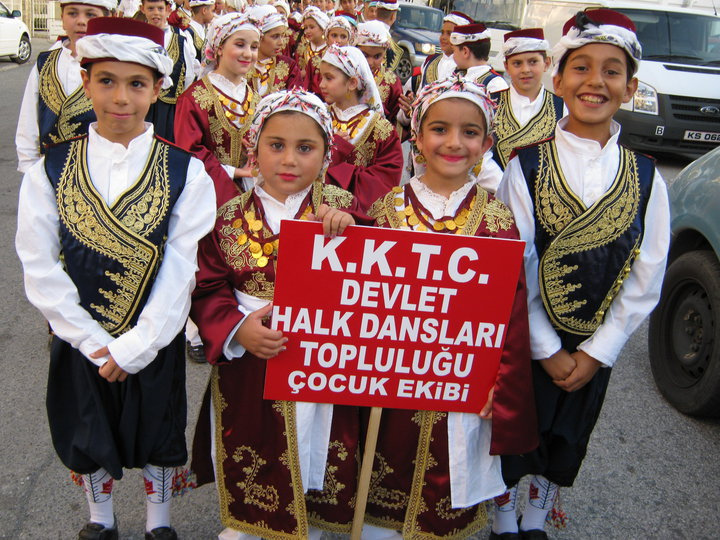
کودکان قبرس شمالی با لباس محلی

مردم قبرس شمالی را ترک‌ها، هم ریشه ترک‌های استانبولی تشکیل می‌دهند که به زبان ترکی قبرسی از لهجه‌های زبان ترکی استانبولی صحبت می‌کنند. قبرس شمالی براساس سرشماری سال ۲۰۰۹، ۲۸۵٬۳۵۶ نفر جمعیت داشته است. مطابق با آخرین سرشماری سال ۲۰۱۱، جمعیت این کشور ۲۹۴٬۹۰۶ نفر شمارش شده است. طبق پیش‌بینی سازمان آمار کشور قبرس شمالی، در سال ۲۰۲۱ جمعیت این کشور تا ۳۹۰٬۷۴۵ نفر رشد کرده است.

## دین
اکثریت قاطع مردم بخش قبرس شمالی را مسلمانان سنی مذهب با ترکیب جمعیتی ۹۸٫۷۱٪-۹۹٪ تشکیل می‌دهند. اقلیتی از مسیحیان ارتودوکس و مسیحیان پیرو کلیسای مارونی نیز در این بخش زندگی می‌کنند.

## ورزش
تا سال ۲۰۰۸، قبرس شمالی ۲۹ فدراسیون ورزشی و ۱۳٬۸۳۸ نفر عضو داشت. ورزش‌های رزمی کوراش، آیکیدو، کاراته و تکواندو از ورزش‌های محبوب در میان مردم است. ورزش‌هایی نظیر فوتبال (۲٬۲۴۰ عضو)، تیراندازی (۱٬۱۵۰ عضو شده) و شکار (۱٬۰۱۷ عضو) از سایر ورزش‌های پرمتقاضی این کشور محسوب می‌شود. در حال حاضر تیم ملی فوتبال قبرس شمالی در رده‌بندی جهانی در رده ۱۰۹اُم قرار دارد. محل انجام بازی‌های ملی قبرس شمالی نیز در ورزشگاه آتاترک نیکوزیا می‌باشد. برخی از ورزش‌ها نظیر تنیس روی میز، هندبال و بسکتبال این کشور در لیگ‌های ترکیه انجام می‌گیرد.

## آب و هوا
قبرس از آب و هوای سالم و معتدل مدیترانهای برخوردار بوده و دارای تابستان‌هایی گرم و خشک و زمستان‌های مرطوب و معتدل مدیترانه‌ای و بارانی می‌باشد. متوسط تعداد روزهای آفتابی در این جزیرهٔ زیبا ۳۲۰ روز در سال می‌باشد. آب و هوای تابستانی در این جزیره از اواسط ماه مه تا اوسط اکتبر و زمستان‌های معتدل و بارانی آن از ماه دسامبر تا فوریه به طول می‌انجامد. شرایط آب و هوایی بهاری و پاییزی کوتاه نیز تکمیل‌کنندهٔ چهار فصل در این جزیره می‌باشند
در زیر برخی نکات آب و هوایی قبرس به تفکیک ماه‌های سال ذکر شده‌اند:
دسامبر – ژانویه: ماه‌های زمستان قبرس. دارای عصرها و شب‌های سرد
فوریه – مارس: بارندگی گهگاه، دارای عصرهای خنک و روزهای گرم و آفتابی
آپریل – می: دارای گرمای مطبوع در روز که در شب کمی از گرمای آن کاسته می‌شود
جون – ژوئیه – اوت: ماه‌های تابستان داغ با آسمان بدون ابر که دما تا ۴۰ درجه سانتیگراد بالا می‌رود
سپتامبر – اکتبر: دارای روزهای گرم و عصرهای خنک. نوامبر: دارای روزهای آفتابی با گرمای مطبوع